# Strzałczan
Strzałczan, flesza – niewielkie, otwarte, samodzielne dzieło fortyfikacji polowej lub półstałej o narysie bastionowym, jeden z rodzajów szańca.
Często nazwę tę stosuje się w odniesieniu do lunety, słoniczoła lub rawelinu.